# Daniele Galloppa
Daniele Galloppa (* 15. Mai 1985 in Rom) ist ein ehemaliger italienischer Fußballspieler und heutiger -trainer.

## Karriere
Im Juni 2009 absolvierte Daniele Galloppa zum ersten Mal eine Partie für die italienische Fußballnationalmannschaft. Sein zweites Länderspiel absolvierte er im November 2009 beim 1:0-Sieg im Freundschaftsspiel gegen Schweden. Zwischen 2003 und 2006 spielte Galloppa für Italiens U-18, U-19, U-20 und U-21-Nationalmannschaften insgesamt über 30 Spiele und nahm im Jahr 2005 an der U-20 Weltmeisterschaft teil.

## Erfolge
- Turnier von Toulon: 2008